# Dmitrij Malyško
Dmitrij Vladimirovič Malyško (in russo Дмитрий Владимирович Малышко?; Sosnovyj Bor, 19 marzo 1987) è un ex biatleta russo.

## Biografia

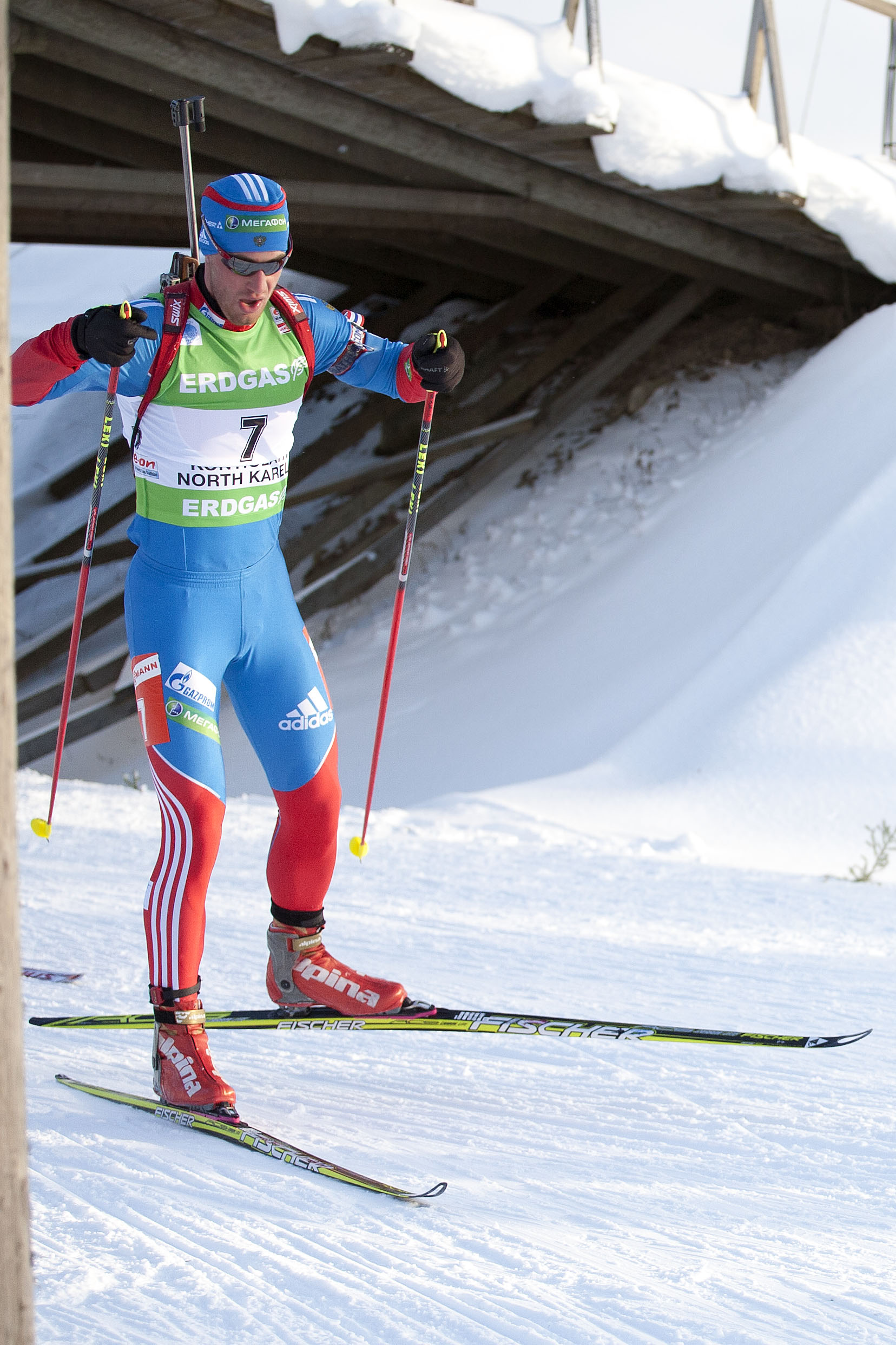
Dmitrij Malyško in gara a Kontiolahti nel 2012

Dmitrij Malyško, attivo dalla stagione 2004-2005, in Coppa del Mondo ha esordito il 9 dicembre 2011 a Hochfilzen in sprint (9º) e ha ottenuto il primo podio il 12 febbraio 2012 a Kontiolahti in inseguimento (3º); ai successivi Mondiali di Ruhpolding 2012, suo esordio iridato, si è classificato 35º nell'individuale, 6º nella staffetta e 5º nella staffetta mista.
Il 4 gennaio 2013 ha conquistato a Oberhof in staffetta la prima vittoria in Coppa del Mondo e ai successivi Mondiali di Nové Město na Moravě 2013 si è piazzato 5º nella sprint, 4º nell'inseguimento, 15º nella partenza in linea e 6º nella staffetta mista mentre nella staffetta la squadra russa è stata squalificata; l'anno dopo ai XXII Giochi olimpici invernali di Soči 2014, sua unica presenza olimpica, è stato 27º nella sprint, 32º nell'inseguimento e 19º nella partenza in linea mentre nella staffetta la squadra russa, alla quale era stata inizialmente assegnata la medaglia d'oro, è stata squalificata.
Ai Mondiali di Kontiolahti 2015 si è classificato 34º nella sprint, 47º nell'inseguimento e 4º nella staffetta e a quelli di Oslo 2016 64º nell'individuale; il 13 gennaio 2019 ha conquistato a Oberhof in staffetta l'ultima vittoria, nonché ultimo podio, in Coppa del Mondo e ai successivi Mondiali di Östersund 2019, sua ultima presenza iridata, ha vinto la medaglia di bronzo nella staffetta e si è piazzato 33º nella sprint, 30º nell'inseguimento e 4º nella staffetta mista. Si è ritirato all'inizio della stagione 2019-2020 e la sua ultima gara in carriera è stata l'inseguimento di Coppa del Mondo disputato il 21 dicembre ad Annecy Le Grand-Bornand, chiuso da Malyško al 51º posto.

## Palmarès

### Mondiali
- 1 medaglia:
  - 1 bronzo (staffetta[2] a Östersund 2019)

### Europei
- 3 medaglie:
  - 1 oro (staffetta mista individuale a Minsk 2019)
  - 1 argento (staffetta a Otepää 2010)
  - 1 sprint (staffetta a Minsk 2019)

### Coppa del Mondo
- Miglior piazzamento in classifica generale: 7º nel 2013
- 15 podi (6 individuali, 9 a squadre), oltre a quello ottenuto in sede iridata e valido anche ai fini della Coppa del Mondo:
  - 9 vittorie (2 individuali, 7 a squadre)
  - 2 secondi posti (individuali)
  - 4 terzi posti (2 individuali, 2 a squadre)

## Onorificenze

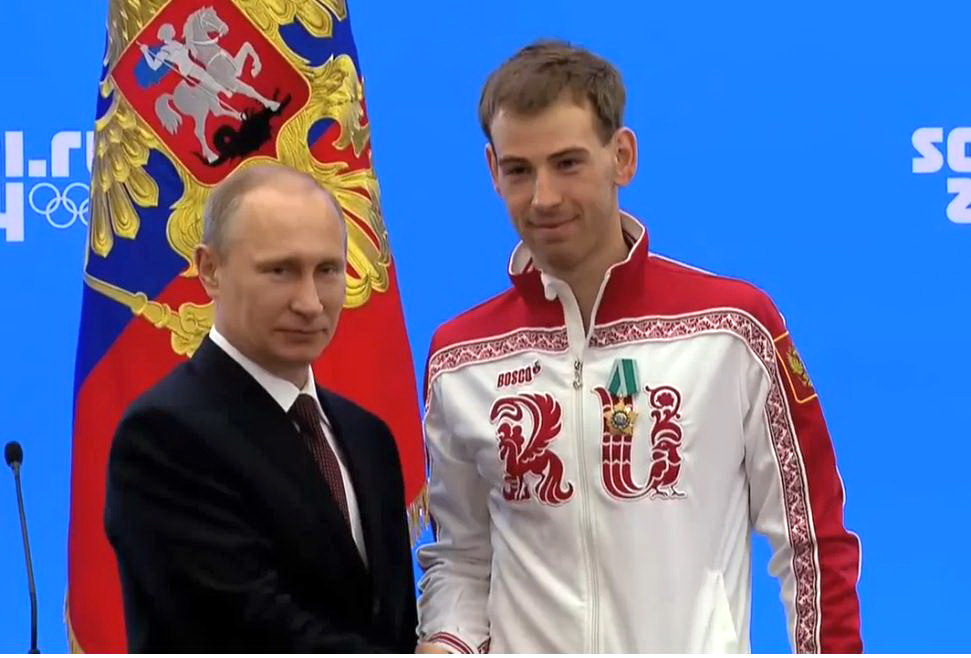
Il conferimento della medaglia dell'Ordine dell'Amicizia a Dmitrij Malyško da parte di Vladimir Putin

#### Coppa del Mondo - vittorie
| Data             | Località          | Nazione  | Specialità                                                     |
| ---------------- | ----------------- | -------- | -------------------------------------------------------------- |
| 4 gennaio 2013   | Oberhof           | Germania | RL (con Aleksej Volkov, Evgenij Garaničev e Anton Šipulin)     |
| 5 gennaio 2013   | Oberhof           | Germania | SP                                                             |
| 6 gennaio 2013   | Oberhof           | Germania | PU                                                             |
| 13 dicembre 2014 | Hochfilzen        | Austria  | RL (con Maksim Cvetkov, Timofej Lapšin e Anton Šipulin)        |
| 8 gennaio 2015   | Oberhof           | Germania | RL (con Evgenij Garaničev, Timofej Lapšin e Anton Šipulin)     |
| 15 febbraio 2015 | Oslo Holmenkollen | Norvegia | RL (con Evgenij Garaničev, Maksim Cvetkov e Anton Šipulin)     |
| 13 dicembre 2015 | Hochfilzen        | Austria  | RL (con Aleksej Volkov, Evgenij Garaničev e Anton Šipulin)     |
| 24 gennaio 2016  | Anterselva        | Italia   | RL (con Maksim Cvetkov, Evgenij Garaničev e Anton Šipulin)     |
| 13 gennaio 2019  | Oberhof           | Germania | RL (con Maksim Cvetkov, Evgenij Garaničev e Aleksandr Loginov) |

Legenda:

SP = sprint

PU = inseguimento

RL = staffetta